# 拉巴尔姆德蒂
拉巴尔姆德蒂（法語：La Balme-de-Thuy，法語發音：[la balm də tɥi]）是法国上萨瓦省的一个市镇，属于阿讷西区。

## 地理
拉巴尔姆德蒂（45°54'2"N, 6°16'34"E）面积17.79 平方千米，位于法国奥弗涅-罗讷-阿尔卑斯大区上萨瓦省，该省份为法国东部省份，历史上为薩伏依的一部分，北与瑞士接壤，西接安省，南至萨瓦省，东与瑞士和意大利接壤。
与拉巴尔姆德蒂接壤的市镇（或旧市镇、城区）包括：阿莱克斯、丹日圣克莱尔、托讷、菲利耶尔。

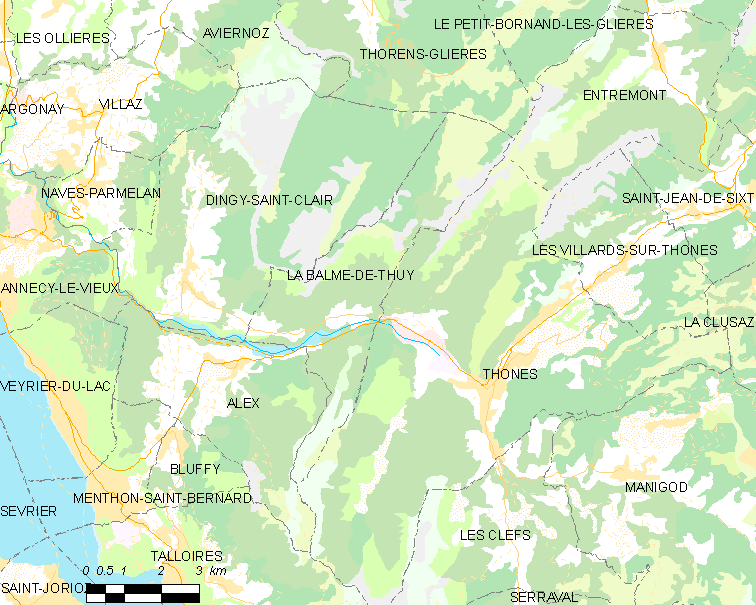
拉巴尔姆德蒂的OSM定位图

拉巴尔姆德蒂的时区为UTC+01:00、UTC+02:00（夏令时）。

## 行政
拉巴尔姆德蒂的邮政编码为74230，INSEE市镇编码为74027。

## 政治
拉巴尔姆德蒂所属的省级选区为法韦日-塞特内县。

## 人口

1962-2008年间拉巴尔姆德蒂人口变化图示

拉巴尔姆德蒂于2022年1月1日时的人口数量为457人。